# その夜を越えて
『その夜を越えて』（そのよるをこえて）は、2016年「TOKYO 48 Hour Film Project」の一環として、「reclusivefactory」の澤佳一郎を監督とし、「CoventGardenClub」の北村勢吉氏が脚本を担当、初のコラボ企画「reclusive × garden」として作成された短編映画。本編は11分で構成されており、「TOKYO 48 Hour Film Project」終了後に再編集したものを完成版として発表。

## あらすじ
幼くして父と離れ離れになった中学生のちひろ。ある日、些細なことから母親と口論になり、家を飛び出してしまう。夜の東京で彼女を待っていたのはいつもの仲間たち、探しに来た学校の先生、ホステス、オタク…。少女たちの小さな冒険は彼女たちを少しだけ大人にしていく。

## 受賞歴
- 2016年 : 妙善寺映画祭 最優秀作品賞
- 2017年 : 横濱インディペンデント・フィルム・フェスティバル2017 短編部門最優秀作品賞

## 出演者
- 小川琴美
- 池端彩乃
- 井上桃花
- 宮崎夕海裡
- 長島美穂（机上風景）
- 大宮將司
- 平家和典
- 田中教如
- 大石知惠
- 久保智子
- 美貴（Marmoset）
- 岡本勇輝（YU-KI）（PRIME TIME）
- Naheek
- 上野仁琴

## 制作
- 製作 : reclusive × garden
- 監督・撮影・編集 : 澤佳一郎
- 脚本 : 北村勢吉
- 音楽 : 白根一成 菊池GIOVANNI